# ¡Sálvese quien pueda! (programa de televisión)
Sálvese quien pueda fue un noticiero de farándula, del mundo del arte y el espectáculo y de temas de actualidad, música e interés general, transmitido por Venevisión desde 2003 hasta 2009.

## Formato
El programa era conducido por jóvenes periodistas: Osman Aray, Waleska Castrillo, Daniel Martínez, Laura Vieira, Andrés Scarrioni y Alexander Barrios, donde comentan y analizan las notas de prensa y las reseñas o chismes de farándula más resaltantes de la semana, y simultáneamente, estarán en los lugares de los acontecimientos (fiestas, desfiles, eventos, playas, discotecas, conciertos etc.) para llevarle a todo el público hasta el último detalle de este controvertido mundo del show business.
El programa se transmitía propiamente 1 vez a la semana a la 7pm. Contaba con la realización Sálvese Quien Pueda - Extra con una duración de 15 minutos al finalizar El informador a las 12:45pm, y un resumen a los sábados a 5:00pm.

### Segmentos del programa
- Noche Caliente: Consiste en reseñar fiestas poco comunes, donde se entrevistan a figuras conocidas o gente particular, donde se comentan lo que hacen en las fiestas, lo que les parece el lugar y hasta sus proyectos personales y algún chisme, si esto genera escándalo... es un reportaje de corte periodístico y muestra al televidente los entretelones de esas fiestas a las que no puede ir todo el mundo.
- Derecho a Réplica: Espacio donde podrán usar los artistas o figuras que se sientan afectados o agredidos por algún comentario que se reseñe en la prensa y al cual nosotros se haga referencia para desmentir o aclarar el mismo, utilizando las cámaras del programa y hasta participando en el estudio para tal fin.
- Ta’s Pilla’o: Espacio donde los famosos que estén "escondidos" o "haciendo de las suyas", allí estará una cámara del programa para espiarlo, descubrirlo y decirle delante de todo su público: "Ta’s Pilla’o".
- El Top-Ten: Las diez noticias más sonadas del mundo del espectáculo en detalle hasta llegar a la más impactante e inesperada.
- La Cámara tumba exclusivas (Cámara Coleona): El equipo de Sálvese estará presente en los conciertos.
- La Pepa: Una española, con su vestido de pepas y su abanico, venía a contar los secretos y chismes de los famosos y sus parejas, tanto nacional como internacionalmente.

## Salida del aire
El programa salió abruptamente, junto con El Poder de ganar, del aire en 2009 por la supuesta crisis que sufría el canal para aquel entonces. Aunque luego Joaquín Riviera, vicepresidente de producción de variedades del canal, desmintió diciendo que: "No existe ninguna crisis en Venevisión. (...) El programa ya tenía 16 años al aire y desde hacía rato venía dando tumbos por diversas razones".
Según sus palabras los espacios del canal tienen que estar apegados a la Ley de Responsabilidad Social en Radio y Televisión, ya que había cosas que no se podían emitir, aunque tal contenido se viera en otro canal, si las transmitía Venevisión, en seguida se les era llamado la atención.
Aseguro que la otra razón de peso para eliminar el programa fueron las recurrentes quejas de los artistas. Añadió que Sálvese quién pueda generaba grandes gastos con viajes al extranjero que ya no era beneficioso asumir. "Entre las limitaciones de la Ley de Contenidos y los reclamos del talento, el programa se fue reduciendo poco a poco. Empezó a tener menos interés para el público, comenzó a perder rating y por eso lo sacamos del aire".